# アーサー・スミス・ウッドワード
アーサー・スミス・ウッドワード（英語: Arthur Smith Woodward、1864年5月23日 - 1944年9月2日）はイギリスの古生物学者。捏造された化石人類であるピルトダウン人に騙された学者として知られている。

## 生涯
チェシャー州のマクルズフィールドに生まれた。マンチェスターのオーウェン・カレッジで学んだ後、1882年にロンドン自然史博物館の地質学部門のスタッフとなり、1892年にアシスタント・キーパー、1901年にキーパーとなった。古生物学会の事務局長となり、1901年に王立協会フェローに選出され、1904年にロンドン地質学会の会長になった。
魚類の化石の専門家であり、ロンドン自然史博物館の魚類の化石の一覧を作成した。また、ピルトダウンの礫層を調査発掘して研究を行い、発掘された骨片を50万年前の化石人類であるとして「エオアントロプス」（Eoanthropus、「曙の人類」の意）の学名を与えた。1921年には北ローデシアのブロークンヒル（現在のザンビア共和国カブウェ）で発掘された化石人類の頭蓋骨について調査を行い、ホモ・ローデシエンシスであるとして『ネイチャー』誌上に論文を発表した。また、南アフリカやギリシャなどでも調査を行った。1924年に自然史博物館を退職した。

## 受賞歴
- 1896年: ライエル・メダル（ロンドン地質学会）
- 1914年: クラーク・メダル（英語版） (ニューサウスウェールズ王立協会（英語版）)
- 1917年: ロイヤル・メダル （王立協会）
- 1924年: ウォラストン・メダル（ロンドン地質学会）
- 1940年: リンネ・メダル（ロンドン・リンネ協会)